# 日本の音楽チャート
日本の音楽チャート（にほんのおんがくチャート）には以下のようなものがある（2023年1月現在、発表されていないものも含む）。テレビ局・ラジオ局によるチャート番組についてはカウントダウン番組を参照。

## 現行
- オリコンチャート - オリコンが発表するチャート
  - シングルランキング
  - アルバムランキング
  - デジタルシングル（単曲）ランキング
  - デジタルアルバムランキング
  - ストリーミングランキング
  - 合算シングルランキング
  - 合算アルバムランキング
- ビルボードチャート - 米国ビルボードの刊行会社からライセンスを受けて阪神コンテンツリンクが発表するチャート。
  - Billboard Japan Hot 100 - CDセールス、ダウンロード、ストリーミング、動画、ラジオ、カラオケの6指標からなる楽曲チャート
  - Billboard Japan Download Songs - ダウンロードチャート
  - Billboard Japan Streaming Songs - ストリーミングチャート
  - Billboard Japan Hot Albums - CDセールス、ダウンロードの2指標からなるアルバムチャート
  - Billboard Japan TikTok Weekly Top 20 - TikTok上における楽曲人気チャート
  - Billboard Japan Hot Animation - アニメソング、声優関連のチャート
  - Billboard Global Japan Songs excl. Japan - 世界における日本の楽曲人気チャート
  -  Billboard Japan Songs (国名) - 各国における日本の楽曲人気チャート
- サウンドスキャンジャパン - 2014年まではエス・アイ・ピーが運営、2015年に阪神コンテンツリンク（ビルボード・ジャパン）に譲渡
- 特信チャート - レコード特信出版社が発表するチャート
- 音楽配信各社が発表するチャート - レコチョク、ドワンゴジェイピー、iTunes Store、moraなど
- 音楽サブスクリプションサービス各社が発表するチャート - Apple Musicトップ100、Spotifyトップ50、LINE MUSICソング Top 100など
- YouTubeミュージックチャート - ミュージックビデオ等の再生回数に基づきYouTubeが発表
- 有線ラジオ放送でのチャート - USENがリクエスト数やオンエア回数などを元に集計し発表
- ラジオエアプレイチャート - プランテックが全国32局の楽曲オンエア回数を元に集計し発表
- カラオケチャート - 第一興商（DAM）、エクシング（JOYSOUND）など運営会社が発表するものと、オリコンが合算して集計し発表するものがある。

## 過去
- プラネットチャート - プラネットが発表していたチャート
- RIAJ有料音楽配信チャート（2009年～2012年） - 日本レコード協会が発表していた着うたフル等の音楽配信チャート
- 電波新聞社が発表するチャート（『ミュージック・ラボ』や『日刊電波新聞』に掲載。ビルボード#日本におけるビルボードも参照）
- ミュージック・リサーチが発表していたチャート
- レコード・ベスト・セラーズ - 音楽新聞社が発表していたチャート（『音楽新聞』に掲載）
- ベスト・セラーズ・レコード・パレード - ダンスと音楽社が発表していたチャート（『ダンスと音楽』に掲載。1952年4月号〜1973年）
- 全国のレコード店のえらんだ今月のベストセラーズ - 月刊ミュージック社が発表していたチャート（『ミュージック・マンスリー』に掲載）
- 今月のベスト・セラーズ - 日本レコード振興が発表していたチャート（『レコード・マンスリー』に掲載）
- ポピュラー・ミュージック・ベスト・セーリング・レコード→ポピュラー・ベスト・セーリング・レコード・イン・トウキョウ→東京で1番売れているレコード - 新興音楽出版社（現：シンコー・ミュージック）が発表していたチャート（『ミュージック・ライフ』に掲載。1958年7月号〜1971年）